# Acusação
Uma acusação é uma declaração de uma pessoa afirmando que outra pessoa ou entidade fez algo impróprio. O autor da acusação é chamado de acusador ou acusante, enquanto o sujeito contra quem é direcionada é o acusado. Uma declaração ser interpretada como uma acusação depende do ambiente social em que é feita:
O que conta como uma acusação geralmente não é claro, e que tipo de resposta é justificada é ainda menos claro. Mesmo uma análise semântica puramente superficial da linguagem acusatória não pode ser realizada na ausência de contexto social , incluindo quem está fazendo a acusação e a quem está sendo feita – muitas vezes o sujeito da linguagem supostamente acusatória pode interpretar o enunciado em questão como algo que ele não precisa responder.
Uma acusação pode ser feita em privado ou em público, apenas ao arguido, ou a outras pessoas com ou sem o conhecimento do arguido. Um acusador pode fazer uma acusação com ou sem provas; a acusação pode ser inteiramente especulativa, podendo até ser uma acusação falsa, feita por dolo, com a finalidade de prejudicar a reputação do acusado.

## Percepções
A força percebida de uma acusação é afetada pela confiabilidade do acusador. Por exemplo, no jornalismo investigativo:
A alegação de irregularidade não se baseia em declarações atribuídas a outros, como em notícias comuns, mas em apuração de fatos jornalísticos. Uma acusação pode ser feita em tom autoritário porque se originou de uma pesquisa realizada pelo jornalista, que se posiciona afirmando os “fatos verídicos” da matéria e implicitamente incitando os responsáveis a fazer algo a respeito.

## Acusações e relações públicas
No jornalismo, a reportagem de uma acusação é comumente equilibrada com um esforço para obter uma resposta à acusação por parte do acusado ou entidade:
Histórias investigativas são equilibradas apenas no sentido de que geralmente permitem a seus alvos a cortesia de uma resposta. O "outro lado" é contado, na maioria das vezes por meio da admissão ou esquiva de um vilão, porque a natureza da acusação — apoiada por evidências e confirmada bem antes de uma decisão de publicação ser tomada - é tal que não há como refutá-la.
Portanto, geralmente há uma oportunidade para o sujeito de uma acusação responder a ela. Uma acusação feita contra uma corporação é muitas vezes tratada como um evento de relações públicas, no qual uma empresa é acusada de delito para influenciar seu comportamento.
Primeiro, a acusação é um pequeno espetáculo. É um pequeno sinal de que a grande e costumeira ordem social se rompeu, pelo menos para aqueles envolvidos nos relacionamentos baseados no mercado.

Em segundo lugar, uma acusação é um retrato público de irregularidades que emprega reivindicações e palavras-chave icônicas em seu “processo de estruturação de eventos”. Essas palavras definem e refinam um evento em termos nítidos, familiares, facilmente entendidos e inequivocamente negativos. Como observado, uma acusação é um aviso prévio, um sinal de perigo à frente de problemas. E envolve uma redefinição da situação para descobrir não apenas o que é errado, mas também quem é injustiçado e por quem. Inevitavelmente, nesse processo de definição de eventos, o acusado se torna um traidor arquetípico.
Terceiro, a acusação é sempre muito carregada. Ao contrário da longa reclamação legal de um regulador federal ou estadual, ou do resumo formal apresentado por um reclamante em um caso legal, a acusação é curta e altamente condensada. Ao contrário da queixa formal ou acusação criminal, a acusação é desprovida de detalhes legalistas. A acusação é aguçada pelo uso de adjetivos, manchetes provocativas e pistas dramáticas. Nunca há nada neutro sobre traição, sobre mentir, roubar e trapacear no mercado.

Quarto, a acusação vem embrulhada em um pacote. É mais do que um evento publicamente observável envolvendo o comportamento de concorrentes de mercado e participantes que deram errado. É um evento expresso através de frases de efeito e palavras-chave.

## Acusações criminais
Uma acusação criminal é uma acusação formal feita pelo Estado contra um indivíduo ou empresa. Além dos elementos normais de uma acusação, uma acusação criminal especifica que o delito por parte do acusado constitui uma violação da lei.
A resposta humana individual a uma acusação muitas vezes é um estado de negação, minimização ou externalização.